# Ichneumon ferruginosus
Ichneumon ferruginosus är en stekelart som beskrevs av Gmelin 1790. Ichneumon ferruginosus ingår i släktet Ichneumon och familjen brokparasitsteklar. Inga underarter finns listade i Catalogue of Life.